# Itil
Itil eller Ätil ("Stora floden") var huvudstad i det khazariska riket från mitten av 700-talet till slutet av 900-talet. Namnet är också den turkspråkiga benämningen på Volga. 
Itil var belägen i Volgas delta i det nordvästligaste hörnet av Kaspiska havet. Itil blev huvudstad efter att khazarerna besegrats i det andra khazarisk-arabiska kriget. Staden benämns Khamlij (eller Khamlidj; möjligen är detta en arabifiering av det turkiska ordet khaganbaligh, "khaganens stad", vilket även återfinns i det mongoliska namnet på Beijing, Khanbaliq) i arabiska källor (av ibn Khordadbeh och andra) från 800-talet; namnet Itil uppkommer på 900-talet. 
Vid sin höjdpunkt var staden ett betydande handelscentrum, och bestod av tre delar skilda åt av Volga. Den västra delen rymde stadens administrativa centrum, med en domstol och en stor militärgarnison. Den östra delen av staden byggdes senare och tjänade som det kommersiella centret, med flera allmänna bad och affärer. Mellan dessa delar låg Volga och i denna en ö på vilken den khazariske khaganens och khagan-bekens palats stod. Ön förbands med en av de andra stadsdelarna med en pontonbro. Enligt arabiska källor kallades halva staden Itil, medan den andra halvan kallades Khazaran.
Itil var en stad med blandade etniciteter och religioner, bebodd av judar, kristna och schamanister, med flera, varav många var handelsmän från andra länder. De religiösa grupperna hade sina egna gudstjänstlokaler i staden, och det fanns sju domare utsedda för att lösa dispyter (två kristna, två judar, två muslimer, och en för de icke-abrahamitiska religionerna).
Svjatoslav I av Kiev plundrade Itil året 968 eller 969. Ibn Hawqal och al-Muqaddasi hänvisar till Itil efter 969, vilket tyder på att det återuppbyggdes. Al-Biruni skrev i mitten av 1000-talet att Itil återigen låg i ruiner (denna nämnde inte staden Saqsin som senare ska ha legat i närheten). Arkeologiska kvarlevor av Itil har hittats vid utgrävningar 2008.